# Topsport Vlaanderen/2010
Deze pagina geeft een overzicht van de wielerploeg Topsport Vlaanderen in 2010.

## Renners
| Naam                 | Geboortedatum | Nationaliteit | Ploeg 2009                |
| -------------------- | ------------- | ------------- | ------------------------- |
| Sander Armée         | 10-12-1985    | België        | Beloften                  |
| Jérôme Baugnies      | 01-04-1987    | België        | Josan                     |
| Kris Boeckmans       | 13-02-1987    | België        | Davo - Lotto - Davitamon  |
| Johan Coenen         | 04-02-1979    | België        |                           |
| Thomas De Gendt      | 06-11-1986    | België        |                           |
| Kenny De Ketele      | 05-06-1985    | België        |                           |
| Pieter Jacobs        | 06-06-1986    | België        | Silence-Lotto             |
| Grégory Joseph       | 06-04-1988    | België        | Jong Vlaanderen-Bauknecht |
| Stijn Joseph         | 18-09-1987    | België        |                           |
| Klaas Lodewyck       | 24-04-1988    | België        |                           |
| Tim Mertens          | 07-02-1986    | België        |                           |
| Stijn Neirynck       | 14-09-1985    | België        |                           |
| Maarten Neyens       | 01-03-1985    | België        |                           |
| Geert Steurs         | 24-09-1981    | België        |                           |
| Preben Van Hecke     | 09-07-1982    | België        |                           |
| Michael Van Staeyen  | 13-08-1988    | België        | Rabobank Continental Team |
| Steven Van Vooren    | 05-10-1986    | België        | AN-Post Sean Kelly        |
| Sep Vanmarcke        | 28-07-1988    | België        |                           |
| Kristof Vandewalle   | 05-04-1985    | België        |                           |
| Pieter Vanspeybrouck | 10-02-1987    | België        |                           |
| Stagiairs            |               |               |                           |
| Sven Jodts           | 14-10-1988    | België        |                           |
| Pieter Serry         | 21-11-1988    | België        |                           |
| Jelle Wallays        | 11-05-1989    | België        |                           |

## Belangrijke overwinningen
| Ronde van Qatar 2e etappe: Geert Steurs Driedaagse van West-Vlaanderen 3e etappe: Kris Boeckmans | GP Kanton Aargau Winnaar: Kristof Vandewalle Ster Elektrotoer 4e etappe: Kris Boeckmans | Memorial Rik Van Steenbergen Winnaar: Michael Van Staeyen |

1994 · 1995 · 1996 · 1997 · 1998 · 1999 · 2000 · 2001 · 2002 · 2003 · 2004 · 2005 · 2006 · 2007 · 2008 · 2009 · 2010 · 2011 · 2012 · 2013 · 2014 · 2015 · 2016 · 2017· 2018· 2019 · 2020 · 2021 · 2022 · 2023 · 2024 · 2025